# Массовые убийства в Купресе
Массовые убийства в Купресе (серб. Злочин у Купресу) — убийства военнопленных и гражданских лиц, совершенные в городе Купрес и его окрестностях 3—6 апреля 1992 года. В результате неожиданного наступления хорватских формирований город и окрестные села были заняты хорватами. Множество сербов были убиты, несколько сотен были отправлены в лагеря, в том числе на территории Хорватии.

## История
Перед распадом Югославии население города Купрес разделялось почти поровну между сербами и хорватами (сербы составляли 50 % населения, мусульмане — 7 %, хорваты — 43 %). Но во всей Общине, сербы составляли подавляющее большинство. Зимой 1992 года хорватские формирования в городе начали подготовку к боевым действиям. В конце марта они установили блокпосты на нескольких дорогах ведущих в город, а 31 марта они взяли под свой контроль некоторые общественные объекты в самом Купресе
Ранним утром 3 апреля отряды боснийских хорватов при поддержке регулярных подразделений Хорватии атаковали села Доньи-Малован и Горньи-Малован. 6 апреля ими был занят Купрес. При этом хорватские отряды использовали танки в основном для разрушения сербских домов.
За время, когда Купрес находился под хорватским контролем, в городе и близлежащих селах были убиты по разным данным от 57 до 72 сербов. От 14 до 16 человек пропали без вести. После контрнаступления Югославской Народной Армии хорватские войска начали отступление. При этом несколько сотен гражданских сербов были отправлены в лагеря, в том числе и на территории Хорватии. Часть из них обменяли на хорватских военнопленных 14 мая 1992 года в селе Житнич близ Дрниша.
28 марта 2013 года полиция Республики Сербской представила Прокуратуре Боснии и Герцеговины обвинение против восьми членов хорватских отрядов за преступления в Купресе.